# 園田天光光
園田 天光光（そのだ てんこうこう、1919年1月23日 - 2015年1月29日）は、日本の政治家。日本初の女性代議士の一人。夫は園田直。旧姓は松谷（まつたに）。

## 人物・来歴

### 生い立ち
東京出身。実業家・松谷正一の長女として生まれる。「天光光」という個性的な名前は本名であり、政治好きの正一が「明治維新の志士のような革命家になって欲しい」という願いを込めて命名したという。青山学院、1940年東京女子大学英語専攻部、1942年早稲田大学法学部をそれぞれ卒業し、1944年から海軍省報道部嘱託を務め全国の海軍工廠をめぐり勤労動員のカウンセラーをしていた。最初は名前が長いことから末尾の「光」を省略して「天光（てんこう）」と記していたが、末尾の「光」が世の中の光になってほしいという願いが込められていることを知り、三字で書くようになったと述べている。三人の妹のうち二人は「天星丸」（てんほしまる、次女）、「天飛人」（あまひと、三女）といずれも個性的な命名をされており、四女「徳子」（とくこ）は出産時に亡くなった母（正一の妻）と同名である。二人の妹は、それぞれ医師・医学者（元藤田保健衛生大学教授、元川村学園女子大学教授）、公認会計士となった。
川崎市稲田堤に疎開し、戦後は、戦争で生き残ったことに対する罪悪感のような思いに苛まれながら過ごしていたが、1945年10月1日の朝、ラジオ番組で「上野公園で餓死者が累々と横たわっている」との復員軍人の投書が放送されるのを聞き、すぐさま父親とともに、生まれ故郷の上野に赴いた。そこで飢餓で苦しむ路上の人々を目の当たりにし、帰宅途上新宿で途中下車し、街頭で現状の危機打開を熱っぽく呼びかけた。やがて彼女の演説に共鳴した人々とともに「餓死防衛同盟」を結成し、食料の調達ルートの開拓や、官庁・議会への陳情・デモを行った。

### 衆議院議員

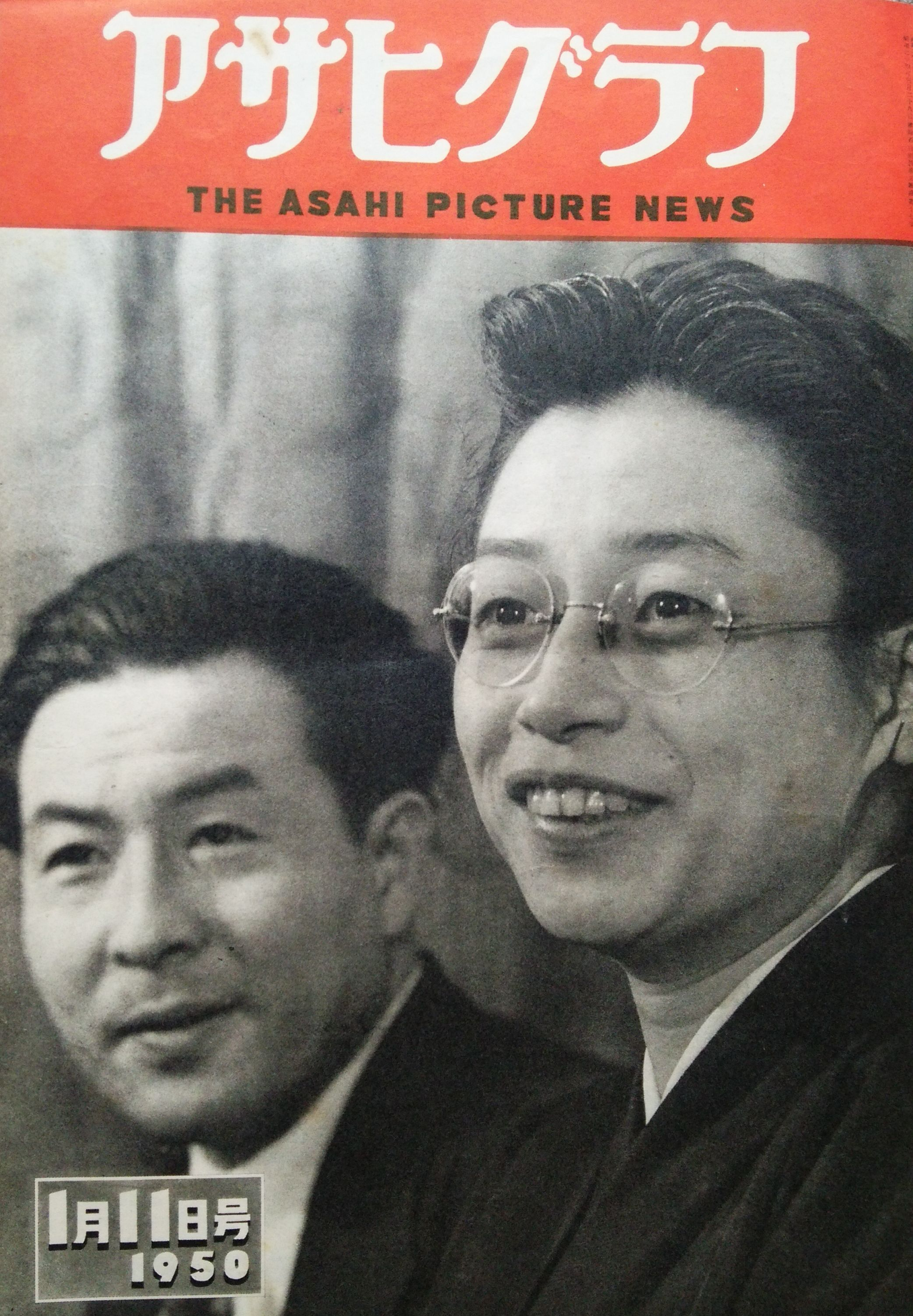
『アサヒグラフ』1950年1月11日号。園田直と天光光

1946年、父親の友人の勧めもあり、第22回衆議院議員総選挙に旧東京2区（大選挙区）から餓死防衛同盟で立候補し当選、日本初の女性代議士の一人となる。当選後日本社会党に入党し、1947年の第23回総選挙では中選挙区制の旧東京7区から再選を果たすも、芦田内閣の予算案に反対して除名となり、黒田寿男・岡田春夫とともに労働者農民党を結成した。1949年の第24回総選挙では労農党から3選されたが、党の資金繰りについて幹部が言葉を濁したことなどから不信感を持ち離党、無所属になった。
1949年、民主党の妻子ある青年代議士・園田直との恋愛が発覚。イデオロギーを超えた白亜の恋としてマスコミを賑わせた。天光光は最初は「虚偽報道」と否定していたものの、やがて妊娠という「厳粛なる事実」が明らかになり、父の猛反対を押し切って駆け落ち同然に同棲。同年12月10日に正式に結婚した。同年中に出産。現職国会議員の妊娠・出産は憲政史上初めての出来事であった。一方、追い出された形の前妻は、舅の看病に務めながら元のサヤに戻る日を待ち続け、世間の同情を得た。市川房枝・平林たい子らからも「無節操」と激しく批判された。
1950年12月11日、天光光は平林たい子や小説新潮編集長らを名誉棄損で告訴。これは平林たい子が小説新潮9月号にて、天光光をモデルとした小説「栄誉夫人」を発表したこと、これに追随して他紙でも後追い記事も出たことによる。
天光光は1952年の第25回総選挙で松谷姓のまま改進党から立候補したが落選、以後改進党や日本民主党からの出馬でも落選が続き、無所属として立候補した1958年の第28回総選挙も落選となり、この後国政選挙への出馬を取りやめ、旧熊本2区で当選を重ねる夫・直のサポートに専念するようになった。
1984年に直が死去すると、後継者が指定されていなかったために後援会が分裂し、前妻の息子である園田博之との激しい対立が「骨肉の争い」としてマスコミで取り上げられた。天光光と博之はともに自由民主党の公認を求めたが得られず、1986年の第38回総選挙（衆参同日選挙）では旧熊本2区で両者とも無所属での立候補となった。初めて園田姓での立候補となった天光光は中曽根派（渡辺美智雄の温知会系）の支援を得たが、トップ当選した博之に遠く及ばず落選し、34年ぶりの国政復帰はならなかった。以後は立候補せず、国会外での活動を積極的に進めた。1989年4月、勲三等宝冠章受章。
2000年、橋本聖子参議院議員の妊娠を契機として国会議員の産休制度創設が議論されたが、同年2月、現職国会議員としてただ一人出産を経験した人物（当時）として自民党の「国会議員の産休問題に関する懇談会」に参加し、野田聖子衆議院議員らとともに制度創設推進の立場で発言。一部から「議員を辞職すべき」との声も上がっていた橋本を擁護し、国会規則改正に一役買った。
2013年、第7回後藤新平賞を受賞。
自民党各種婦人団体連会長、NPO法人育桜会理事長、社団法人日本・ラテンアメリカ婦人協会名誉会長、日本科学模型安全委員会名誉会長、日本を守る国民会議代表委員、日本会議代表委員、NPO法人世界芸術文化振興協会理事など、多数の団体の役員を務めた。
馬場あき子に師事して短歌を作り、歌集も出している。85歳から天寿まで10年の間に、骨折、肺炎、糖尿病など様々な病や怪我をしながらも、脳神経医で元は藤田保健衛生大学医学部教授だった自身の三歳下の妹である天星丸に助けられながら、二人三脚の日々と老々ケアを受けて過ごした。
2015年1月29日、東京都内の病院で死去。96歳没。叙正五位。

## 功績
1960年代半ばに、駐日ブルガリア大使の妻との交流を介して、本場の自家製用の種を使ったブルガリアのヨーグルトの製造法と利用法を学び、テレビでヨーグルトが健康維持に役立つことを披露するなど、当時 日本では馴染みの薄かったプレーンヨーグルトを、日本に広く紹介した。その他にも、ブルガリアに対し医療物資の支援を行ったり、婦人団体を引率してブルガリアとの交流を深めるなどし、勲章を受けた。2009年5月には、ブルガリアにおける外国人に贈られる最高位の勲章である「スタラ・プラニナ」（ブルガリア語版）を受章した。

## 著書
- 『天光光由来』山手書房、1986年。
- 『うす紫の色深ければ』マネジメント社、2008年。ISBN 978-4-8378-0451-2。
- 『女は胆力』平凡社〈平凡社新書〉、2008年。ISBN 978-4-582-85414-5。
- 『園田天光光 生きがい上手』たちばな出版、2008年。ISBN 978-4-8133-2183-5。
- 『祈りは深し : 園田天光光歌集』たちばな出版、2009年。ISBN 978-4-8133-2276-4。
- 『へこたれない心』学研パブリッシング、2012年。ISBN 978-4-05-405523-0。